# Rudolf Leberl
Rudolf Leberl (25. dubna 1884 Semněvice – 3. září 1952 Sulzbach an der Donau) byl německo-český skladatel, sběratel lidových písní a slovesnosti a učitel hudby.

## Život
Rudolf Leberl se narodil jako syn Franze Leberla a jeho manželky Franzisky, rozené Mühlbauer. Po absolvování učitelského ústavu studoval na pražských a vídeňských univerzitách. Proslul jako interpret Beethovenovy klavírní hudby. Více než 20 let pracoval v učitelských ústavech v Českých Budějovicích a Prachaticích. V roce 1945 byl československými úřady zatčen, následující rok se mu podařilo uprchnout a nakonec našel nový domov v německém Sulzbachu an der Donau.
Skládal symfonická díla, komorní hudbu a hudbu pro klavír a dechové nástroje. Proslul jako autor kytarových skladeb a vytvoření vlastní kytarové školy. Kromě toho se zabýval nahráváním, uchováváním a oživováním německých lidových písní ze Šumavy.
Zemřel 3. září 1952 v Sulzbachu an der Donau a byl zde také pohřben.

## Práce (výběr)
- Deset písní pro kytaru podle básní Justinuse Kernera (Lwv 22)
- Zpěváci pěvců pro hlas a kytaru (Lwv 28)
- Smyčcový kvartet B dur („Bavorský“) (Lwv 1343)
- Kvartet F dur pro hoboj, klarinet, lesní roh, fagot (Lwv 1345)
- Smyčcový kvartet C dur („Šumavské kvarteto“) (Lwv 1346)